# هایبوتسو کیشاکو

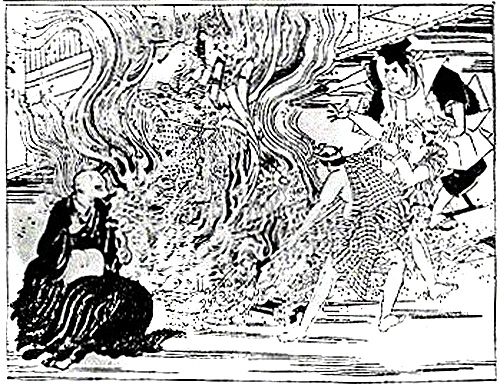
سوزاندن سوترا توسط طرفداران هایبوتسو کیشاکو

هایبوتسو کیشاکو (به ژاپنی: 廃仏毀釈 Haibutsu kishaku) به معنای «لغو بوداگرایی در ژاپن» و ویران کردن گوتاما بودا، اصطلاحی است که بیانگر جریان فکری مستمر در تاریخ ژاپن که طرفدار اخراج آیین بودایی از ژاپن است. این اصطلاح همچنین نشان دهنده یک حرکت وقایع تاریخی خاص مبتنی بر این ایدئولوژی است که، در طی اصلاحات میجی، باعث تخریب معابد، تصاویر و متون بودایی و بازگشت اجباری به زندگی دنیوی راهبان بودایی شد. این یک اصطلاح چهار کاراکتر است.

## هایبوتسو کیشاکو در تاریخ
نمونه اولیه «هایبوتسو کیشاکو» سیاست‌های خاندان مونونوبه آزار و اذیت بوداییان در زمان ورود اولیه بودیسم به ژاپن در دوره کوفون است. خاندان مونونوبه با گسترش بودیسم نه به دلایل مذهبی، بلکه بیشتر به دلیل ملی‌گرایی و بیگانه هراسی مخالف بودند. خاندان ناکاتومی، اجداد خاندان فوجیوارا، متحدان خاندان مونونوبه در مخالفت آنها با بودیسم بودند.
مثال دیگر، سیاست‌های بسته شدن معبد و خلع سلاح راهبان قلمرو اوکایاما، قلمرو آیزو و قلمرو میتو است که به دلایل سیاسی و اقتصادی و نه مذهبی در دوران اولیه مدرن اتخاذ شد. تفکر ضد بودایی. شکل دوره میجی "haibutsu kishaku"، بر اساس کوکوگاکو و شینتومرکزی، در عوض با تمایل به تمایز بین بودیسم خارجی و شینتو صرفاً ژاپنی دیکته شد.

## هایبوتسو کیشاکو در دوران مرمت میجی

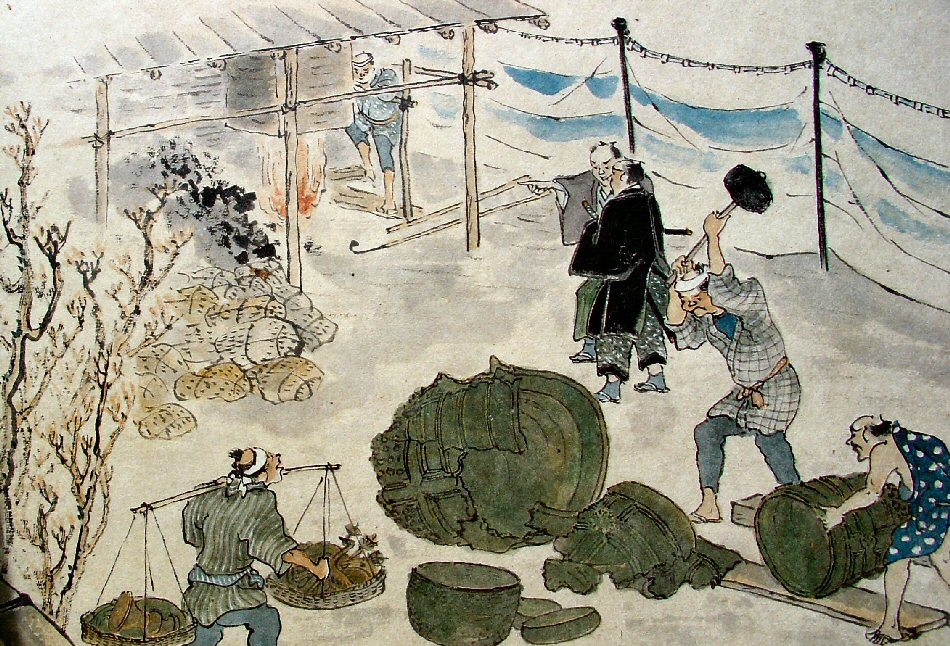
زنگ‌های معبد در حال ذوب شدن برای برنز در طول «هایبوتسو کیشاکو».

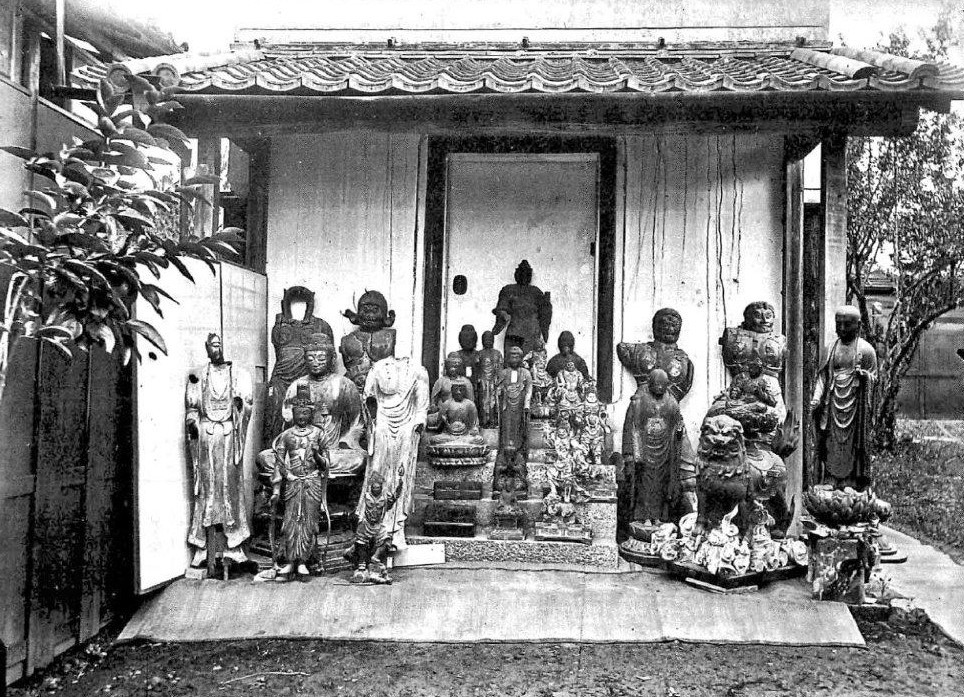
مجموعه‌ای از مجسمه‌های کوفوکو-جی که رو به ویرانی رفتند، از جمله آثاری از کایکی. بسیاری از این مجسمه‌ها توسط مجموعه‌داران جمع‌آوری و در سراسر جهان به نمایش گذاشته شده‌اند.

«هایبوتسو کیشاکو» در دوران اصلاحات میجی، مشهورترین نمونه این پدیده، رویدادی بود که با سیاست رسمی جدایی شینتو و بودیسم (یا شینبوتسو بونری) آغاز شد که پس از سال ۱۸۶۸ آسیب زیادی به بودیسم در ژاپن وارد کرد. تخریب اموال بودایی در مقیاس وسیع در سراسر کشور رخ داد. به عنوان مثال، کوفوکو-جی در نارا به شدت آسیب دید. معبد، که اکنون یک گنجینه ملی (ژاپن) است، با تمام قدرت توسط این جنبش مورد اصابت قرار گرفت. زمین معبد تخریب شد، کاهنان مجبور به تبدیل شدن به کاهنان شینتو شدند، دیوارها تخریب شدند، درختان کاشته شدند و این منطقه به بخشی از یکی از پارک‌های شهر تبدیل شد. شورش‌های ضد بودایی باعث آسیب به تمام معابد بزرگ شد. شهر. خشونت به‌طور دائم بر تمام مناطق کشور سایه افکنده بود. بین سال‌های ۱۸۷۲ تا ۱۸۷۴، ۱۸ هزار معبد ریشه‌کن شدند و شاید همین تعداد نیز از سال ۱۸۶۸ تا ۱۸۷۲. مارتین کالکات، ژاپن‌شناس، معتقد است که بودیسم ژاپنی در آستانه ریشه‌کنی کامل بود.
خشونت اخیراً خشم فروخورده مردمی را نسبت به بودایی‌ها که قرن‌ها به دلیل اتحاد نزدیک آنها با شوگون‌سالاری توکوگاوا در سیستم دانکا شکل می‌گرفت، از بین برده بود، اتحادی که دین از آن سود فراوانی برده بود. اگرچه فلسفه رسمی شوگون دینی نئوکنفوسیونیسم بود، بودیسم در نتیجه مسیحیت در ژاپن توکوگاوا به بخشی جدایی ناپذیر از دولت تبدیل شده بود. برای جلوگیری از انتشار مسیحیت، آنها سیستم «دانکا» را معرفی کرده بودند که خانواده‌ها را موظف می‌کرد خود را به یک معبد بودایی وابسته کنند و در عوض، این گواهی می‌داد که آنها مسیحی نیستند. بدون این گواهی، زندگی عادی در توکوگاوا ژاپن غیرممکن بود. به همین دلیل، معابد می‌توانستند و اغلب از اعضای کلیسا اخاذی می‌کردند. مراسم تدفین بودایی بودایی در توکوگاوا ژاپن). آرشیو اینترنت. معبد وابسته به آنها. از آنجا که حدود ۱۰۰٬۰۰۰ معبد در کشوری با ۳۰ میلیون نفر جمعیت وجود داشت، به‌طور متوسط ۳۰۰ نفر باید از یک معبد حمایت می‌کردند، بنابراین بار قابل توجهی بود. بودیسم، به عنوان یک نهاد، منافعی در نظام شوگون‌سالاری داشت و بنابراین هدف همه طرف‌هایی قرار گرفت که برای سقوط شوگون‌سالاری تلاش می‌کردند.
انگیزه‌های سیاسی و اقتصادی مشخصی نیز وجود داشت، به این صورت که حکومت‌های محلی می‌خواستند امور مالی عمومی را با هزینه بوداییان احیا کنند و «شینبوتسو بونری» بهانه‌ای برای تصاحب زمین‌های بوداییان فراهم کرد.
تخمین زده می‌شود که در طول این آشوب فاجعه‌بار ضد بودایی در سراسر کشور، ۴۰٬۰۰۰ معبد بودایی در ژاپن ویران شدند و در مکان‌های خاصی درصد معابد بودایی تخریب شده به ۸۰٪ رسید.
تخمین تعداد معابد بسته شده در طول آشفتگی دشوار است، زیرا به نظر می‌رسد که بسیاری از آنها صرفاً به این دلیل ناپدید شدند که مقامات بودایی، با سوءاستفاده از سقوط توکوگاوا، سعی در ساده‌سازی سیستم و حذف موارد زائد داشتند. در دوران شوگون‌سالاری، کسب اجازه برای باز یا بسته کردن یک معبد آسان نبود. با این حال، ناپدید شدن کامل معابد بودایی از مناطقی مانند قلمرو ساتسوما در واقع به دلیل «هایبوتسو کیشاکو» بود.